# Association Sœur Emmanuelle
ASMAE – Association Sœur Emmanuelle ist eine Nichtregierungsorganisation, die 1980 unter dem Namen „ASMAE“ (Aide Sociale et Médicale à l’Egypte – les amis de Sœur Emmanuelle) gegründet wurde. Schwester Emmanuelle, eine belgische Ordensschwester, die dem Orden der Schwestern Unserer Lieben Frau von Sion angehörte, baute diese Organisation auf.

## Tätigkeiten
Die Organisation baut Krankenhäuser, Sozialzentren und Schulen für Kinder der Slums in Afrika. Die Organisation ist in neun Ländern tätig: Burkina Faso, Libanon, Ägypten, Indien, Madagaskar, Mali, Philippinen und Sudan. Der Hauptsitz befindet sich in Paris.
Die ASMAE hat sich an erster Stelle zur Aufgabe gemacht, sich um obdachlose Kinder zu kümmern. Die Mitarbeiter der Organisation geben obdachlosen Straßenkindern, behinderten und von der Gesellschaft ausgeschlossenen Kindern eine Möglichkeit, sich wieder in die Gesellschaft zu integrieren. Die ASMAE arbeitet vor allem in den Bereichen Bildung, Gesundheit und Psychologie.
ASMAE ist eine unpolitische Organisation, in der hauptsächlich Ehrenamtliche arbeiten.
Schwester Emmanuelle starb im Oktober 2008 im Alter von 99 Jahren. Seitdem ist Schwester Sara die Leiterin der ASMAE.